# Werner Jeanrond
Werner Jeanrond, né le 2 mars 1955 à Sarrebruck, est un universitaire allemand, professeur de théologie systématique responsable de la dogmatique à l'université d'Oslo. 

## Contexte
Werner Günter Adolf Jeanrond est un théologien catholique allemand. Il est né en 1955 à Sarrebruck, dans le protectorat de la Sarre, aujourd'hui la Sarre , en Allemagne. Il est actuellement professeur de théologie systématique et responsable de la dogmatique à l'université d'Oslo. Il sera le premier théologien catholique à occuper ce poste à la faculté de théologie traditionnellement luthérienne de l'Université.

## Éducation et carrière académique
Le professeur Jeanrond a étudié la théologie, la langue et la littérature allemandes et les sciences de l'éducation à l'université de la Sarre, à l'université de Ratisbonne et à l'université de Chicago. En 1979, il a obtenu son diplôme de maîtrise (Staatsexamen) à l'université de la Sarre. En 1984, il a obtenu un doctorat à l'université de Chicago (sous la direction de David Tracy et Paul Ricoeur ), où il était boursier Fulbright. En 1985, il a obtenu le diplôme de MA jure officii de l'université de Dublin.
De 1981 à 1994, il a été maître de conférences et professeur associé en théologie à l'université de Dublin et membre du Trinity College. De 1995 à 2007, il a été professeur de théologie systématique à l'université de Lund en Suède. À Lund, il a supervisé la thèse de doctorat d'Antje Jackelén, qui est maintenant la première femme à être archevêque d'Uppsala et primat de l'Église de Suède .
De 2008 à 2012, il a été professeur de théologie en tant que titulaire de la chaire de théologie 1640 à l'université de Glasgow. Après son départ de Glasgow, il a été nommé chercheur principal honoraire, maintenant ainsi un lien avec cette université.
De 2012 à 2018, il a été maître de St Benet's Hall , salle privée permanente de l'université d'Oxford et membre de la faculté de théologie et de religion. Il fut le premier maître laïc de l'histoire de St. Benet's Hall. En tant que chef de maison à Oxford et titulaire de la maîtrise à l'université de Dublin, il a obtenu le grade de MA ad eundem gradum à l'université d'Oxford.
Il a une expérience administrative et académique dans plusieurs rôles, notamment celui de directeur de l'école d’études bibliques et théologiques du Trinity College de Dublin; en tant que doyen de la faculté de théologie et vice-doyen des sciences humaines à l'université de Lund ; en tant que membre élu du Conseil suédois de la recherche et du Conseil nordique de la recherche pour les sciences humaines ; responsable de la recherche et directeur adjoint de la School of Critical Studies de l'université de Glasgow ; en tant que membre de longue date du conseil d’administration et de la fondation de Concilium et de nombreux autres conseils et comités éditoriaux et universitaires.
Théologie systématique (doctrine de Dieu, christologie, ecclésiologie, eschatologie, sotériologie) ; herméneutiques théologique et philosophique ; méthode théologique; théologie des religions; théologie de l'amour; théologie de l'espoir; théologie politique.

## Prix académiques et honneurs
Jeanrond a reçu une bourse Fulbright pour ses études de doctorat à l'université de Chicago (1979-1981), une bourse de recherche à la Herzog August Library Wolfenbüttel (1989), une bourse de recherche à l’Institut danois pour les hautes études en sciences humaines (2002 3), une bourse Robertson à l'université de Glasgow (2004) et une bourse de recherche au Center for Subjectivity Research de l'université de Copenhague (2007).
Il a été professeur à l'université d'Uppsala, à l'université de Chicago, à l'université de Ratisbonne et à l'université de Lettonie. Il a donné de nombreuses conférences classiques, notamment les conférences Waldenström (Stockholm), les conférences Wesley (Göteborg), les conférences Donellan (Dublin), la conférence Aquinas (Glasgow) et la conférence Gonzaga (Glasgow). de nombreuses universités et instituts de recherche en Europe, en Asie et en Amérique du Nord.

## Publications importantes
- Kyrkans framtid: Réflexion III de Teologiska , Lund: Arcus, 2012. Titre en français : L'avenir de l'Église: réflexions théologiques III.  Disponible en suédois seulement.
- A Theology of Love, London / New York: T & T Clark, 2010 Titre en français : Une théologie de l'amourTraduit en chinois, danois, italien, espagnol et suédois.
- Call and Response: The Challenge of Christian Life, Dublin: Gill and Macmillan, et New York: Continuum, 1995. Titre en français : Appel et réponse: Le défi de la vie chrétienne. Traduit en allemand et en suédois.
- Theological Hermeneutics: Development and Significance, London: Macmillan et New York: Crossroad, 1991. Broché London: SCM, 1994. Titre en français: Appel et réponse: Le défi de la vie chrétienne théologique: développement et signification. Traduit en français, italien, polonais et turc.
- Text und Interpretation als Kategorien theologischen Denkens , Tübingen: Mohr Siebeck, 1986. Edition anglaise: Text and Interpretation as Categories of Theological Thinking , trans. Thomas J. Wilson, Dublin: Gill and Macmillan; New York: Crossroad, 1988.
- Recognising the Margins: Essays in Honour of Seán V. Freyne, avec Andrew DH Mayes, éd., Dublin: Columba Press, 2006.Titre en français: Reconnaissant les marges: Essais en l'honneur de Seán V. Freyne
- The Concept of God in Global Dialogue, with Aasluv Lande, eds., Maryknoll: Orbis, 2005.Titre en français: Le concept de Dieu dans le dialogue mondial.

## Festschrift / Essays en l'honneur de Werner G Jeanrond
- Dynamics of Difference: Christianity and Alterity. A Festschrift for Werner G Jeanrond , eds. Ulrich Schmiedel and James M Matarazzo, Jr., London and New York: Bloomsbury T & T Clark, 2015. Titre en français : Dynamique de la différence: christianisme et altérité. Une Festschrift pour Werner G Jeanrond